# Diego de Souza Gama Silva
Diego de Souza Gama Silva, mais conhecido como Diego Souza (São Paulo, 22 de março de 1984), é um treinador e ex-futebolista brasileiro que atuava como meio-campista. Atualmente treina o Nacional-SP.

## Carreira como jogador
Revelado nas categorias de base do Palmeiras em 2002, o meio-campista Diego Souza, despontou para o cenário do futebol, demonstrando muito talento dentro de campo. Diego Souza foi um dos destaques na conquista do Campeonato Brasileiro da Série B em 2003, vestindo a camisa do Palmeiras.
No futebol brasileiro Diego Souza, teve uma rápida passagem pelo Joinville, depois deixou o Brasil, para defender inúmeros times no Japão, retornando ao Brasil, o meia ainda defendeu as equipes da Portuguesa e América de Natal. Atualmente Diego Souza é um dos principais jogadores do Volta Redonda.
Em 2014, se transferiu para o Montedio Yamagata.
Para a temporada 2017, Diego foi anunciado pelo Volta Redonda até o fim da Série C.

## Títulos

### Como jogador
Palmeiras
- Campeonato Brasileiro - Série B: 2003
- Troféu 90 Anos do Esporte Clube Taubaté: 2004

## Vida pessoal
Em outubro de 2005, Diego conheceu a cantora Simony e com ela teve sua filha, Pyetra Benelli de Souza, nascida no dia 22 de agosto de 2006.